# Tišina Erdedska
Tišina Erdedska is een plaats in de gemeente  Martinska Ves in de Kroatische provincie Sisak-Moslavina. De plaats telt 320 inwoners (2001).